# Saturn Vue
La Vue è un'autovettura compact prodotta dalla Saturn Corporation dal 2002 al 2010. Venduta solo con carrozzeria compact SUV cinque porte, fu il modello più venduto dalla casa automobilistica statunitense. Fu la prima vettura ad essere basata sul pianale Theta della General Motors, che venne introdotto proprio nel 2002. Venne prodotta in due serie: la prima fu in vendita dal 2002 al 2007, mentre la seconda dal 2008 al 2010. La seconda serie non venne però venduta solo con marchio Saturn, ma anche con il nome di Opel Antara. Il motore era trasversale e anteriore, mentre la trazione poteva essere anteriore oppure integrale.

## La prima serie: 2002–2007

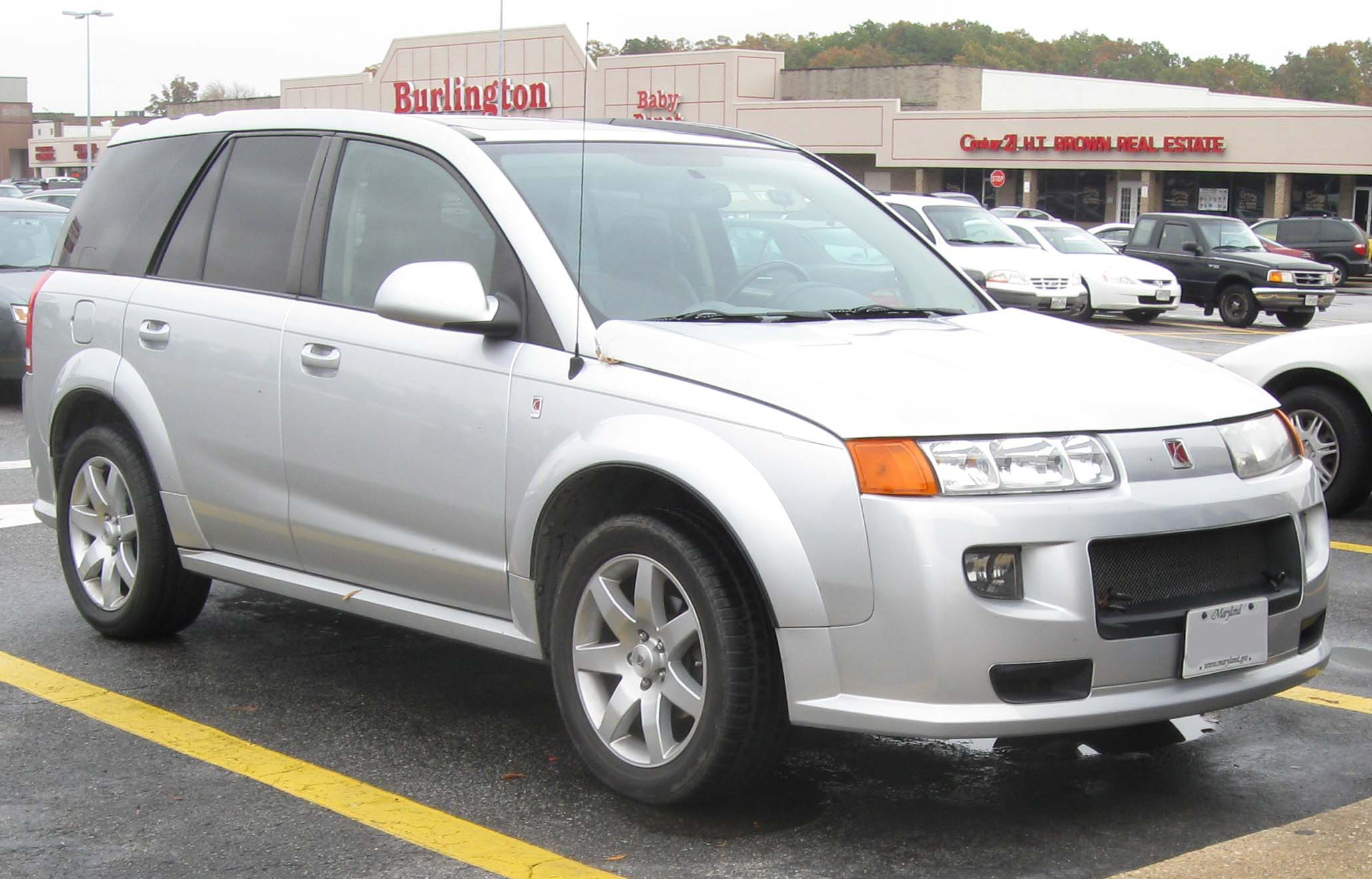
Una Saturn Vue Red Line

La prima serie della Vue venne introdotta nel 2002. Fu assemblata a Spring Hill, nel Tennessee. Il suo pianale era condiviso con la Chevrolet Equinox, la Pontiac Torrent e la Opel Antara. Questa prima serie della Vue uscì di produzione nel 2007.

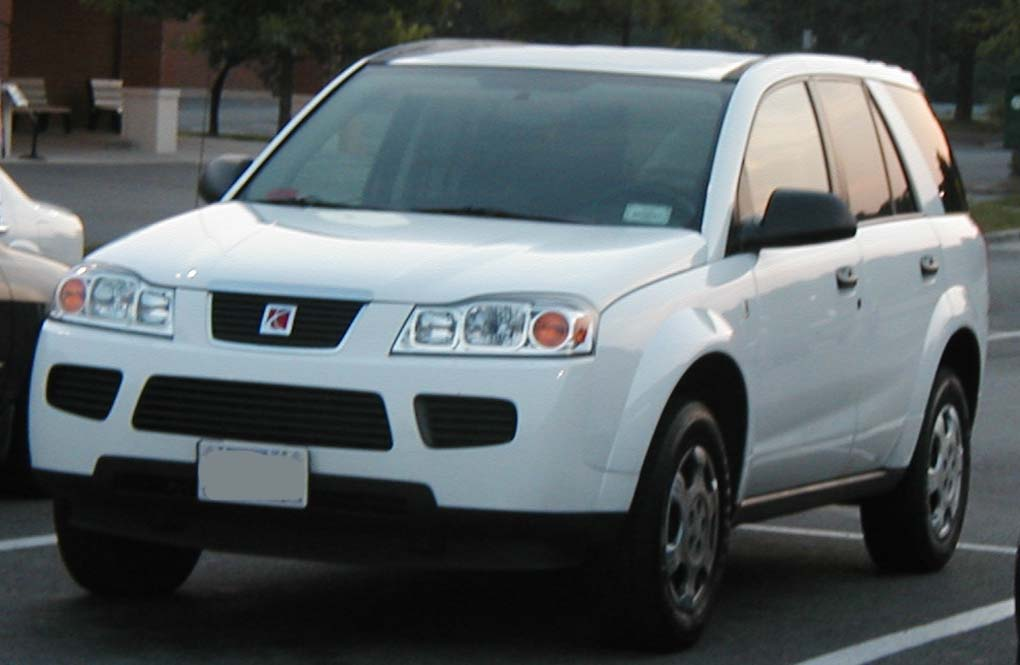
Facelift 2006

La motorizzazione base utilizzava un propulsore a quattro cilindri in linea che era associato a un cambio manuale a quattro rapporti. Il motore a quattro cilindri poteva essere accoppiato con un cambio continuo, che fu però ritirato dal mercato nel 2005 a causa di problemi di affidabilità. C'era poi un V6 che era accoppiato a un cambio automatico a cinque rapporti. Nel 2004 questo motore e la trasmissione appena citata vennero sostituiti da omologhi componenti prodotti dalla Honda.
Nel 2004 ne fu introdotta la versione ad alte prestazioni, a cui venne dato il nome di Red Line. Questa versione montava un motore V6 da 250 CV e comprendeva molte modifiche che rendevano il modello estremamente sportivo, come sospensioni e sterzo speciali, cerchioni in lega, interni in pelle, ecc.
Nel 2006 il modello fu oggetto di un facelift. Con questo aggiornamento vennero rivisti gli interni, la calandra e i paraurti. Furono aggiunti all'equipaggiamento di base il sistema OnStar e il cruise control.
Nel 2007 venne invece introdotta la versione Green Line, che montava un motore ibrido formato da un propulsore a scoppio e un motore elettrico.
Le motorizzazioni erano:
| Anni      | Motore                                                      | Potenza | Coppia  |
| --------- | ----------------------------------------------------------- | ------- | ------- |
| 2002–2007 | Ecotec L61 quattro cilindri in linea da 2,2 L di cilindrata | 143 CV  | 206 N·m |
| 2002–2003 | 54-Degree V6 da 3 L                                         | 181 CV  | 264 N·m |
| 2004–2007 | GM L66 J35A3 V6 da 3,5 L                                    | 250 CV  | 328 N·m |
| 2007      | Ecotec LE5 quattro cilindri in linea da 2.4 L               | 170 CV  | 220 N·m |
| 2008-2009 | LY7 V6 da 3.6 L                                             | 257 CV  | 336 N·m |

## La seconda serie: 2008–2010

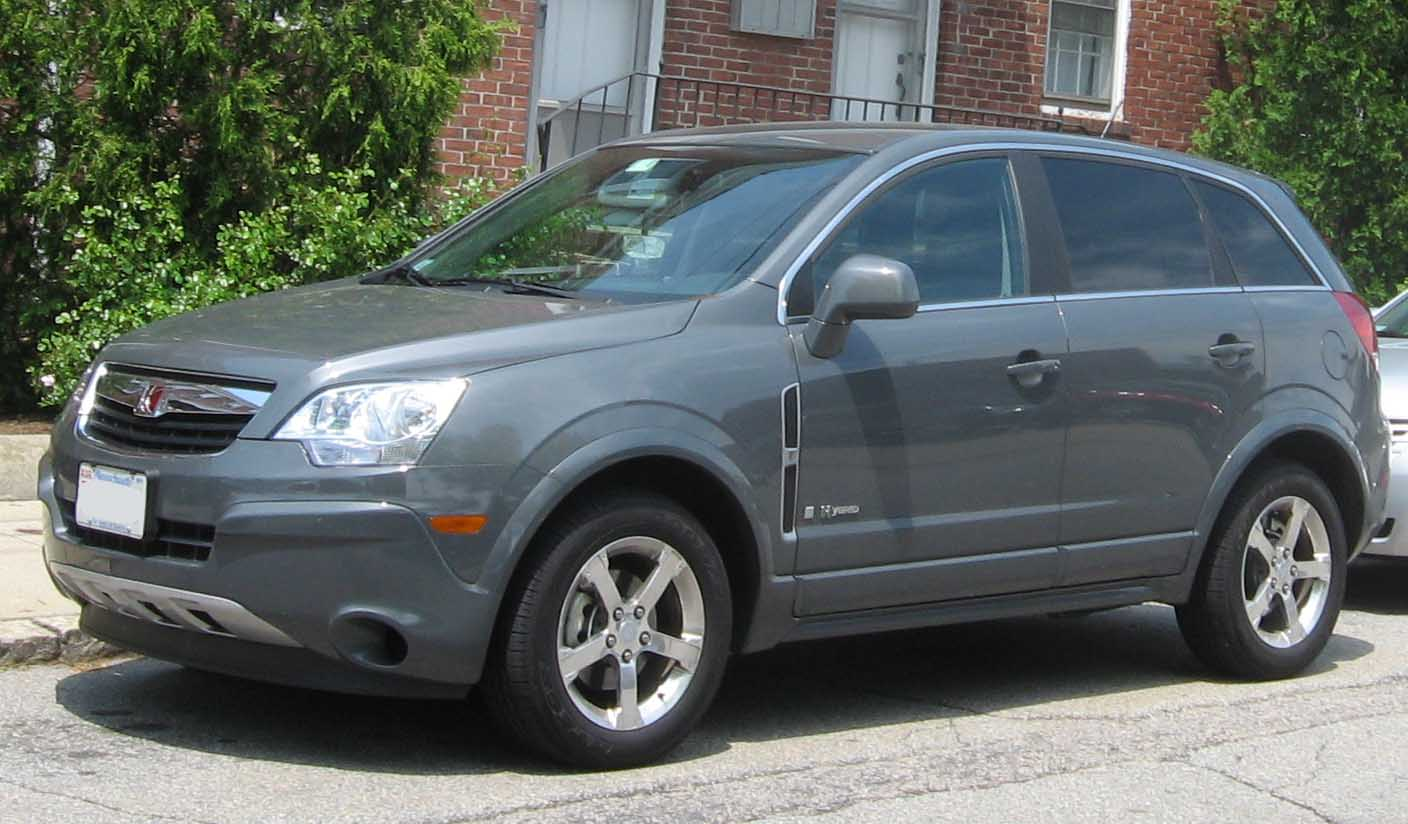
La versione ibrida

La Saturn introdusse la seconda serie della Vue nel 2007 per il model year 2008. Assemblata a Ramos Arizpe, in Messico, era sostanzialmente una Opel Antara oggetto di badge engineering. La Saturn fu offerta in tre allestimenti: base XE, classica, superiore XR, sportiva Red Line e ibrida Green Line.
Le motorizzazioni comprendevano un motore a quattro cilindri in linea da 2,4 L e due V6, rispettivamente, da 3,5 L e 3,6 L. La versione ibrida montava il propulsore da 2,4 L. In luogo dei marchi Saturn, sulla vettura, vennero posizionati i marchi della General Motors. In questi anni il marchio Saturn era infatti in fase di dismissione.
La seconda serie della Saturn Vue fu venduta anche in Messico e Sud America con il nome di Chevrolet Captiva Sport. L'unica differenza di questa ultima con i modelli venduti in Nord America era nella calandra, che era leggermente diversa.
Con la soppressione del marchio Saturn nel 2010, la Vue venne tolta dai listini nordamericani. Il modello continuò ad essere venduto in Messico e Sud America con il nome Chevrolet Captiva Sport. 

## Vendite negli Stati Uniti
| Anno | Esemplari |
| ---- | --------- |
| 2001 | 393       |
| 2002 | 75.478    |
| 2003 | 81.924    |
| 2004 | 86.957    |
| 2005 | 91.972    |
| 2006 | 88.581    |
| 2007 | 81.676    |
| 2008 | 84.767    |
| 2009 | 28.429    |